# St.-Anna-Kapelle (Jáchymov)

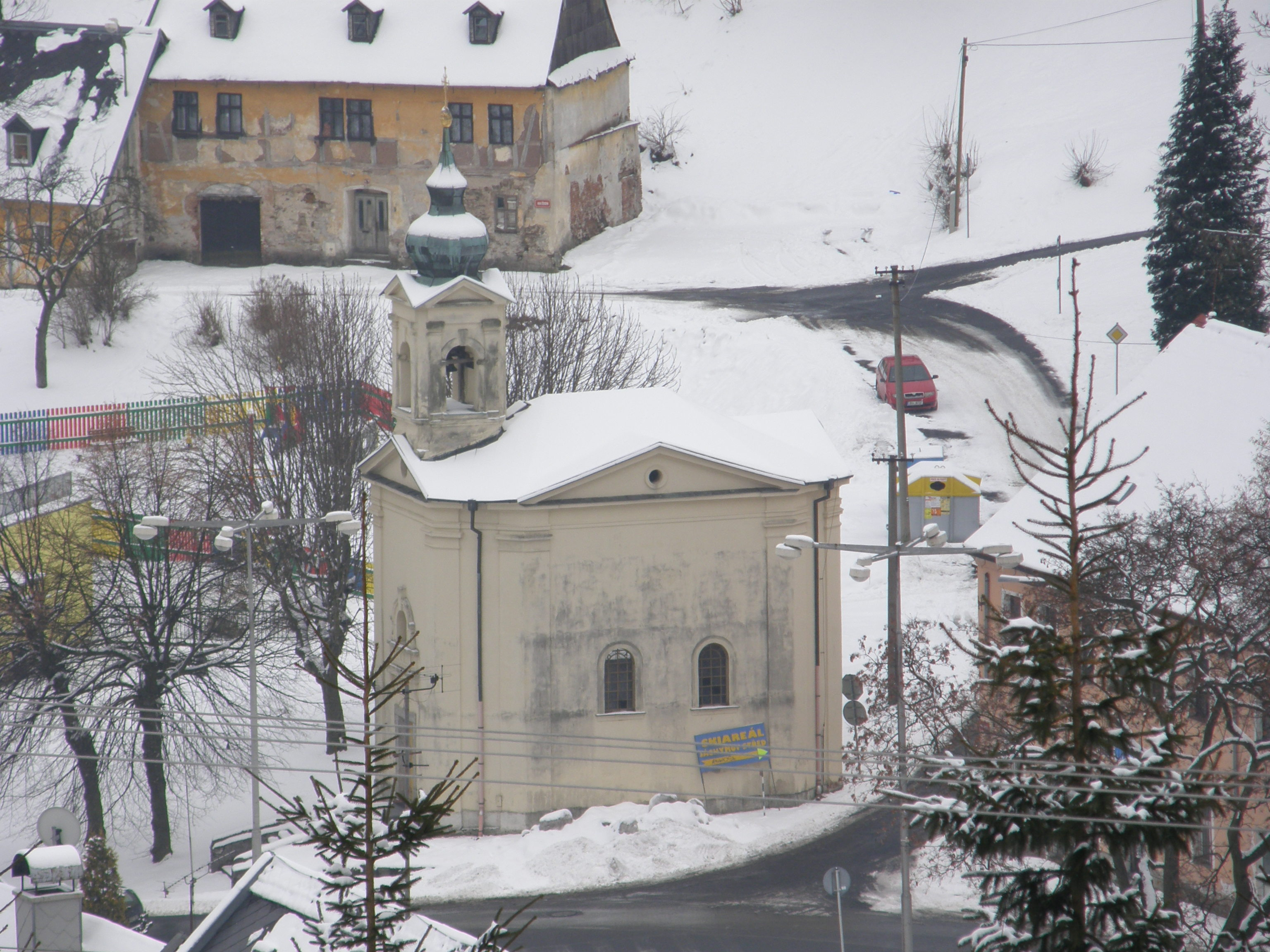
St. Anna in Jáchymov

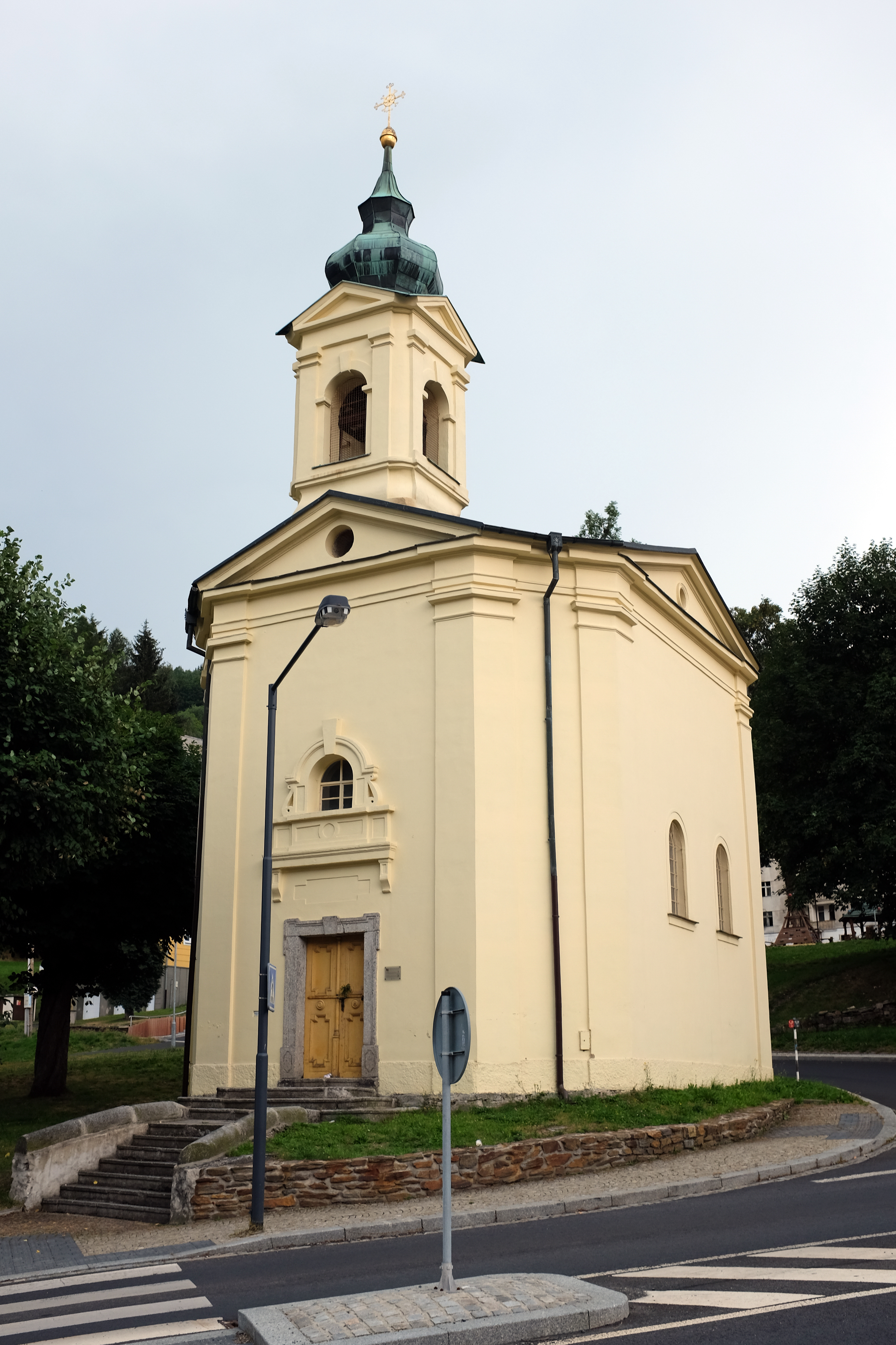
Vorderseite

Die Kapelle St. Anna in Jáchymov (deutsch Sankt Joachimsthal), einer Stadt in der Karlsbader Region in Tschechien, geht auf eine Gründung von 1517 zurück. Die heutige klassizistische Kapelle wurde 1778 errichtet und nach einem Stadtbrand 1873 verändert wiederaufgebaut. Sie ist als Kulturdenkmal geschützt.

## Geschichte
Nach alter Überlieferung entstand 1517 im Ortszentrum der neu gegründeten Bergbaukolonie Sankt Joachimsthal am sogenannten Brotmarkt eine erste hölzerne Kapelle. Dem rauen Klima im höchsten Teil des Erzgebirges widerstand der Bau, der mehrmals, so 1642, niederbrannte, nur bedingt. Seit 1520 diente den Einwohnern die an einem Hang südöstlich des Ortszentrums errichtete Allerheiligenkirche als Pfarrkirche und seit 1540 die Kirche St. Joachim und St. Anna. 1778 stiftete der Bürger und Ratsherr Jacob Haanl an Stelle der älteren eingegangenen eine neue klassizistische Kapelle, für deren Bau er eine Summe von 1000 Gulden zur Verfügung stellte. Das Gotteshaus wurde der heiligen Anna, der Schutzpatronin der Bergleute, geweiht. Unbekannt bleibt, ob bereits der Vorgängerbau dieses Patrozinium trug.
Während der Regierungszeit Kaiser Josephs II. wurde die inzwischen ungenutzte Kapelle 1783 profaniert. Unter der Amtszeit des Dekans Anton Jackel erfolgte 1803 die Neuweihe. Bei dem verheerenden Stadtbrand vom 31. März 1873 wurde das Gebäude, samt dem Mobiliar, bis auf die Umfassungsmauern zerstört. Der Wiederaufbau begann kurze Zeit später. Die frühere Kuppel mit Laterne wurde dabei durch ein Walmdach mit Glockenturm ersetzt. Nach der Vertreibung der deutschen Bevölkerung nach 1945 blieb die Kapelle unbenutzt und befand sich folglich in einem renovierungsbedürftigen Zustand. Im Mai 1958 erfolgte die Aufnahme in die staatliche Liste der Kulturdenkmäler. 1976 wurde eine Teilsanierung durchgeführt und eine komplette Renovierung bis 1993 abgeschlossen.

## Ausstattung
Der neobarocke Altar und die Heiligenstatuen sind aus der Zeit nach 1875, größtenteils in der Werkstatt der Mayer’schen Kunstanstalt Wetsch u. Weidert entstanden. Das Fresko über dem Chor trägt die Inschrift: „CAPELLAM HANC BEATAE ANNAE IACOBUS HAANL HONESTVS CIVITATIS VALLENSIS SENATOR ERIGI FECIT. QVAE FERO PRIDIE CALENDAS APRILIS INFAVSTO INCENDIO EXVSTA RVRSVS OVOQVE EO IPSO ANNO RESTAVRATA ET AVGVRATA EST.“ („Diese Kapelle der seligen Anna ließ Jakob Haanl, ehrenwerter Ratsherr der Talstadt, errichten. Als sie beim heftigen, unglückseligen Feuer am 31. März 1873 erneut abgebrannt war, wurde sie auch im selben Jahr wiederhergestellt und eingeweiht.“) Die Glocke wurde 1769 in Prag gegossen und trägt die Inschrift: „boheMIa proVInCIa beneDICatVr Vt InsIgnIs hVIVs InterVentV ploqVe sVerbanIo hospItlo IstI et totI“.